# Megapsyrassa
Megapsyrassa is een kevergeslacht uit de familie van de boktorren (Cerambycidae). De wetenschappelijke naam van het geslacht werd voor het eerst geldig gepubliceerd in 1961 door Linsley.

## Soorten
Megapsyrassa omvat de volgende soorten:
- Megapsyrassa atkinsoni Chemsak & Giesbert, 1986
- Megapsyrassa auricomis (Chemsak & Linsley, 1963)
- Megapsyrassa chiapaneca Giesbert, 1993
- Megapsyrassa linsleyi Chemsak & Giesbert, 1986
- Megapsyrassa puncticollis (Chemsak & Linsley, 1963)
- Megapsyrassa testacea Giesbert, 1993
- Megapsyrassa xestioides (Bates, 1872)